# Los Vilos
Los Vilos is een gemeente in de Chileense provincie Choapa in de regio Coquimbo. Los Vilos telde 21.382 inwoners in 2017 en heeft een oppervlakte van 1861 km².
- Library of Congress Control Number: no2001089531
- Nationale Bibliotheek van Israël: 987007499056805171
- Virtual International Authority File: 130519278